# Werra-Suhl-Tal
Werra-Suhl-Tal är en stad i Wartburgkreis i förbundslandet Thüringen i Tyskland.
Staden bildades den 1 januari 2019 genom en sammanslagning av staden Berka/Werra och kommunerna Dankmarshausen, Dippach och Großensee..